# جیان فیلیپو فلیچیولی
جیان فیلیپو فلیچیولی (انگلیسی: Gian Filippo Felicioli؛ زادهٔ ۳۰ سپتامبر ۱۹۹۷) بازیکن فوتبال اهل ایتالیا است.
از باشگاه‌هایی که در آن بازی کرده‌است می‌توان به باشگاه فوتبال آ.ث. میلان، باشگاه فوتبال پروجا، باشگاه فوتبال آسکولی، و باشگاه فوتبال هلاس ورونا اشاره کرد.
وی همچنین در تیم‌های ملی فوتبال زیر ۱۵ سال ایتالیا، زیر ۱۶ سال ایتالیا، زیر ۱۷ سال ایتالیا، زیر ۱۸ سال ایتالیا، زیر ۱۹ سال ایتالیا، زیر ۲۰ سال ایتالیا، و زیر ۲۱ سال ایتالیا بازی کرده‌است.